# 藤田年季
藤田 年季（ふじた としすえ、生没年不詳）とは、明治時代の浮世絵師。

## 来歴
月岡芳年の門人、真斎と号す。作画期は明治20年代で日清戦争の錦絵などを残している。明治19年（1886年）頃、芳年が27名の門人たちに宛てた書状（芳年門人一覧）に「芝区桜田久保町五番地　藤田年季殿」とある。また明治31年（1898年）建立の月岡芳年翁之碑にも「芳年門人」として「藤田年季」の名が見られる。

## 作品
- 「七福神戯之図」　大判錦絵3枚続　プーシキン美術館所蔵　※明治20年、「真斎年季画」の落款
- 「牙山清兵遁走之図」　大判3枚錦絵続　大英博物館所蔵　※明治27年、井上吉次郎版